# Radisav Pavićević
Radisav Pavićević (serbisch-kyrillisch Радисав Павићевић; * 12. Oktober 1951 in der SFR Jugoslawien; † 19. Februar 2019 in Novi Sad, Serbien) war ein jugoslawisch-serbischer Handballspieler.

## Karriere
Radisav Pavićević spielte 15 Jahre beim RK Crvenka, mit dem der linke Rückraumspieler 1969 die jugoslawische Meisterschaft gewann und 1972 das Pokalfinale erreichte. Im Europapokal der Landesmeister 1969/70 schied man im Halbfinale nach einem 15:6-Heimsieg noch durch eine 4:14-Auswärtsniederlage beim SC Dynamo Berlin aus.
1980 wechselte er zum deutschen Bundesligisten SG Dietzenbach. Nach zwei Jahren schloss er sich dem Zweitligisten HSG Wülfrath/Ratingen an. Dieser trat ab 1983 als TuRU Düsseldorf auf. Mit Düsseldorf gelang in der Saison 1983/84 der Aufstieg in die erste Bundesliga. Im DHB-Pokal 1987 unterlag er im Finale dem VfL Gummersbach. In der Bundesliga-Spielzeit 1987/88 wurde er mit TuRU deutscher Vizemeister. Im IHF-Pokal 1988/89 besiegte Düsseldorf im Endspiel ASK Vorwärts Frankfurt/Oder. Nach dem Abstieg 1990 kehrte er nach Jugoslawien zurück, wo er nach kurzen Stationen beim RK Crvenka und dem RK Vojvodina seine Laufbahn beendete.

### Nationalmannschaft
Mit der jugoslawischen Nationalmannschaft gewann Radisav Pavićević bei der Weltmeisterschaft 1974 die Bronzemedaille sowie bei den Mittelmeerspielen 1975 und 1979 die Goldmedaille. Bei den Olympischen Spielen 1976 und bei der Weltmeisterschaft 1978 erreichte er mit der jugoslawischen Auswahl jeweils den fünften Platz. Er bestritt 117 Länderspiele, in denen er 376 Tore erzielte.